# Gilberto Daza
Gilberto Daza (Barranquilla, 8 de agosto de 1988) es un cantante, compositor y productor musical colombiano de música cristiana. Canciones como «4 Palabras», «Gozo Pegajoso», «Tu Palabra», «¿Dónde Andarás?», «¿Quién Dijo Miedo?», «Las Alas de La Mariposa», son algunas de sus canciones más conocidas.
Con al menos cientos de canciones escritas, ha lanzado 4 álbumes de estudio y 2 en vivo hasta la fecha. Su álbum de estudio ¿Quién Dijo Miedo? y su versión grabada en vivo fueron nominados en la categoría Mejor álbum cristiano en la edición 2020 y 2022 de los Premios Grammy Latinos.

## Carrera musical

### Inicios
Gilberto Daza hizo su debut en la escena musical en el año 2011, con ritmos del Caribe, pop, R&B y vallenato, creando una fusión conocida como Colombian Pop.

### Quiero tocar tu corazón(2011)
Producida por el propio Gilberto Daza en colaboración con Juan Carlos Vargas, la producción "Quiero tocar tu corazón" reúne 10 temas en estilos que van desde el vallenato, bachata y merengue hasta llegar a la alabanza y adoración contemporánea. Fue grabado entre las ciudades de Bogotá, Boston y Miami y contó con la participación de reconocidos músicos como el baterista Lee Levin, el guitarrista Richard Narváez y el percusionista Farouk Gomati. La mezcla se hizo en la ciudad de Miami con el múltiple ganador del Grammy Iker Gastaminza y la masterización estuvo a cargo del también ganador del Grammy Mike Couzzi. «Se van» se convierte en el primer sencillo promocional.

### A los brazos de Papá(2013)
A los brazos de Papá es un proyecto con 14 temas, siendo la canción «Cuatro palabras» el primer sencillo promocional del disco y es una fusión de vallenato y R&B. El vídeo ha superado hasta la fecha los 7 millones de reproducciones en YouTube y alcanzó los primeros lugares en importantes emisoras en Latinoamérica y Estados Unidos.
Este álbum estuvo nominado en la categoría "Álbum de música regional o tropical" en los Premios Arpa de 2015.

### Tu Palabray el tourVivo Tu Palabra(2016 - 2019)
La siguiente obra musical de Daza se titula Tu Palabra. Los temas más destacados de este disco son «Explícame tanto amor», «Yo tengo», «Tu diversidad» y «Qué grande eres tú». También incluye un dúo con Danilo Montero (en la canción «Salmo 103»), y la canción «Tu palabra», primer sencillo promocional del disco. Posteriormente, Alex Zurdo colaboraría para este proyecto en una remezcla. Por el vídeo musical de «¿Dónde estarás?», obtuvo el galardón en los Premios Águila como "Mejor productor y director de vídeo".
Como parte de la promoción de este álbum, Daza visitó tres continentes, más de 30 países con alrededor de 80 ciudades en el mundo alcanzó con Tu Palabra Tour en donde también ha compartido escenario junto a artistas cristianos como Danilo Montero, Marcela Gándara, Alex Campos, Tercer Cielo, Christine D'Clario, Alex Zurdo, Funky, Redimi2, Marcos Yaroide, Planetshakers, Marcos Witt, Lilly Goodman, Adriana Lucía, entre otros.
En esta etapa, llegarían más premiaciones y nominaciones para Gilberto, recibiendo 8 en los Praise Music Awards 2019.

### ¿Quién dijo miedo?y su versión en vivo (2020 - actualidad)
Con 17 canciones que mezclan nuevos ritmos, llega la quinta producción de Daza titulada ¿Quién Dijo Miedo? Grabado en las ciudades de Bogotá y Barraquilla, mezclado en Miami por Iker Gastaminza y masterizado por Randi Merrill en Sterling Sound, Nueva York. La banda de Gilberto está acompañada por: Oscar Sansón (bajo), Isaac Valenzuela (batería), José Palmera (Teclados), José Almanya (guitarra) y Luis Herrera (acordeón).
Con el lanzamiento oficial del álbum se presentó el videoclip de la canción «Las Alas de la Mariposa» junto a Marcela Gándara. El tema fue escrito por el compositor colombiano Wilfran Castillo, el video fue dirigido por Abraham Castillo y grabado en Medellín, Colombia, en el embalse del Neusa. Posteriormente, lanzó «Siguiendo Tus Pisadas» con Alex Campos, «Color» junto a Indiomar, y «La pista de la vida».
La producción estuvo nominada en la categoría Mejor álbum cristiano en los Premios Grammy Latinos 2020, siendo la primera nominación del artista en esta gala. Gilberto Daza en celebración, lanza junto a sus amigos Alex Zurdo, Su Presencia, Miel San Marcos, Barak, Kike Pavón, Coalo Zamorano, Living, Nimsy López, Luis Fabián, David Scarpeta, VAES, Bani Muñoz, Gabriel Bazán, Sara Borraez, Zuleyka Barreiro y Kev Miranda, una versión especial del sencillo homónimo a este proyecto.
En 2021, Daza estuvo nominado a Cantante del año, Álbum musical del año por ¿Quién Dijo Miedo? y Vídeo musical del año por «De tu mano» en los Praise Music Awards. A su vez, la nominación del álbum Milagro de amar de William Perdomo, lo incluía en sus créditos como productor. A la postre, este álbum sería nominado nuevamente en la categoría Mejor álbum cristiano en los Premios Grammy Latinos 2021. 
Cerrando este año, celebró un concierto en la ciudad de Miami, Florida, que sería grabado para su segundo álbum en vivo: ¿Quién dijo miedo? – Live . El lanzamiento de esta producción se efectuó en marzo de 2022, con el sencillo «Vine a descansar». La producción es distribuida por el sello Creation Music Group y contiene 23 temas grabados en vivo en la ciudad de Miami, FL (EE.UU), que además contó con la participación de reconocidos exponentes de la música cristiana como Marcela Gándara, Indiomar, Josh Morales de Miel San Marcos, Sergio Luis Rodríguez y Luis Fabián Peña.
En mayo de 2023 participa en el evento Este es el Día, en España, compartiendo escenario con Israel Houghton, Noel Richards, Hillsong London Worship o La Voz del Desierto.
En 2024, recibió nuevamente una nominación en los Premios Grammy Latinos como Mejor álbum cristiano, en su proyecto discográfico El Vallenato se hizo en el Cielo, junto al acordeonista Sergio Luis Rodriguez. Al siguiente año, lanzó Buenas Noticias, un álbum de estudio que cuenta con colaboraciones especiales de artistas reconocidos como Funky, Onell Díaz, Cales Louima y Falkom R.

## Discografía

### Álbumes de estudio
- Quiero tocar tu corazón (2011)
- A los brazos de papá (2013)
- Tu palabra (2016)
- ¿Quién Dijo Miedo? (2020)
- Buenas Noticias (2024)

### Álbumes en vivo
- Vivo Tu Palabra (2017)
- ¿Quién Dijo Miedo? Live (2022)
- El Vallenato se hizo en el Cielo (junto a Sergio Luis Rodríguez) (2023)

## Premios y reconocimientos

### Premios Grammy Latinos
| Año  | Categoría                  | Trabajo nominado                                                 | Resultado |
| ---- | -------------------------- | ---------------------------------------------------------------- | --------- |
| 2020 | Álbum cristiano en español | ¿Quién dijo miedo?                                               | Nominado  |
| 2022 | Álbum cristiano en español | ¿Quién dijo miedo? - Live                                        | Nominado  |
| 2022 | Álbum cristiano en español | Milagro de amar (como productor)                                 | Nominado  |
| 2023 | Álbum cristiano en español | El Vallenato se hizo en el Cielo (junto a Sergio Luis Rodríguez) | Nominado  |

### Premios Arpa
| Año  | Categoría                                   | Trabajo nominado                                                 | Resultado |
| ---- | ------------------------------------------- | ---------------------------------------------------------------- | --------- |
| 2015 | Álbum de música regional o tropical         | A los brazos de Papá                                             | Nominado  |
| 2019 | Compositor del año                          | «Nunca se acaba» - VAES, Gilberto Daza                           | Nominado  |
| 2023 | Álbum o track de música regional o tropical | El Vallenato se hizo en el Cielo (junto a Sergio Luis Rodríguez) | Ganador   |

### Otros premios
- Premios AMCL 2017: Álbum Tropical del Año por Tu Palabra [38]
- Premios Águila 2018: Mejor Productor y Director de Video Musical: «¿Dónde andarás? – Gilberto Daza»[39]
- Premios El Galardón Internacional 2019: Intérprete de música regional[40]
- Premios Redención 2020: Canción del año y Video musical del año por «Me devolviste la vida» [41]
- Upar Awards 2020: Mejor Agrupación Vallenato Góspel del Año[42][43]
- Premios El Galardón Internacional 2022: Cantante Masculino[44]